# Coronel Hilario Lagos
Coronel Hilario Lagos é um município da província de La Pampa, na Argentina.